# Catedral basílica de la Asunción de la Virgen María (Sosnowiec)
La Catedral Basílica de la Asunción de la Virgen María o simplemente Catedral de Sosnowiec (en polaco: Bazylika katedralna Wniebowzięcia Najświętszej Maryi Panny w Sosnowcu) es el nombre que recibe un edificio religioso afiliado a la Iglesia Católica que se encuentra ubicado en la localidad de Sosnowiec en el país europeo de Polonia.
Se trata de iglesia ecléctica construida en 1899, sobre el plan de una cruz latina, de tipo basilical. A partir del 25 de marzo de 1992 es la catedral de la diócesis de Sosnowiec.
El santuario católico más importante de Sosnowiec fue construido entre los años 1893 y 1899. En 1896 se puso en funcionamiento para los fieles la capilla inferior. En 1899 el obispo de Kielce Tomasz Kulinski erigió una nueva parroquia , liberándola de la zona de la parroquia de Czeladzkiej. En 1901 el año se puso en funcionamiento la rectoría.
En octubre de 2014 fue afectada por un incendio.

## Véase también

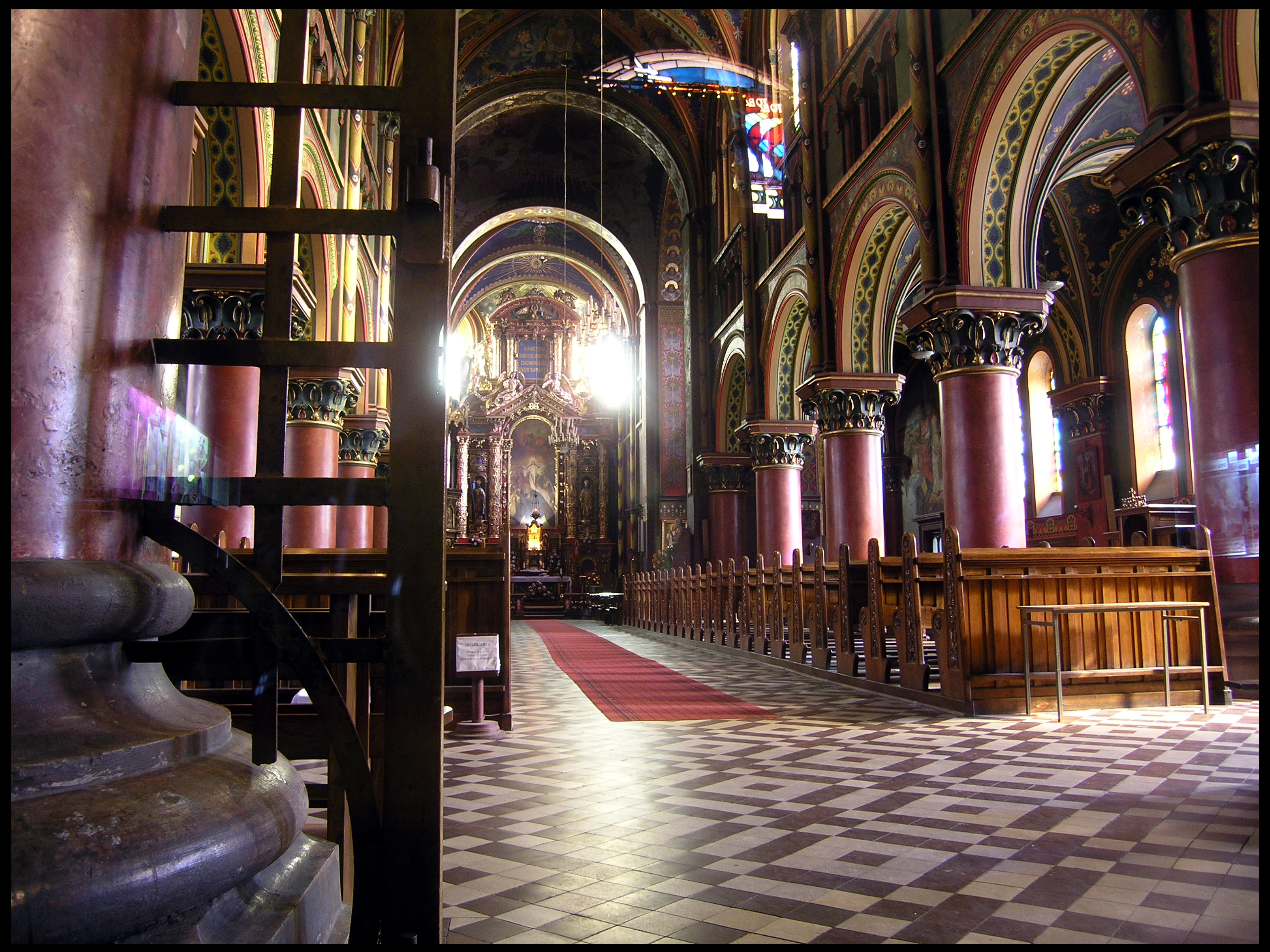
Vista interna